# Пауков Вадим Євгенович
Вадим Євгенович Пауков (24 вересня 1965, Севастополь) — радянський та український футболіст, який грав на позиції нападника та півзахисника. Відомий за виступами насамперед у складі севастопольської «Чайки» в радянській другій лізі та українській другій лізі, у складі якої зіграв понад 200 матчів, та у складі сімферопольської «Таврії» у першій лізі СРСР.

## Клубна кар'єра
Вадим Пауков народився в Севастополі. Розпочав займатися футболом у рідному місті, з 1982 року грав у складі команди другої ліги «Атлантика» з Севастополя, залучався до складу юнацьких збірних СРСР. У 1984 році протягом короткого часу грав у складі команди першої ліги «Таврія» з Сімферополя, проте зіграв у її складі лише 2 матчі. Після дворічної перерви у виступах за команди майстрів Пауков знову став гравцем севастопольської команди другої ліги, яка цього разу грала під назвою «Чайка», за три роки зіграв у її складі 114 матчів. У 1990 році знову грав у складі сімферопольської «Таврії» в першій лізі, цього разу зіграв за сімферопольську команду 4 матчі в чемпіонаті та 2 матчі в Кубку СРСР. У 1990—1991 знову грав у складі севастопольської «Чайки» в другій нижчій лізі. Після кількарічної перерви у виступах за професійні команди в 1994 році Вадим Пауков грав у севастопольській «Чайці» в другій українській лізі, закінчив виступи наступного року в аматорській команді «Гірник» з Балаклави.